# Арсо Мицков
Арсо Мицков Поповски или Татарски  или Подвишки е български революционер, кичевски войвода на Вътрешната македоно-одринска революционна организация.

## Биография
Арсо Мицков е роден в Подвис, тогава в Османската империя. През лятото на 1901 година пристига в Поречието като помощник войвода на чета от пет души, подготвена от Сръбската пропаганда. ВМОРО проследява четата и е посрещната от битолския началник Никола Русински, който им предлага да влязат в орагнизацията и Янаки Янев и Арсо Мицков приемат. Скоро след това е избран за районен войвода на ВМОРО в Кичевско. През 1903 година е делегат от Кичевския революционен район на Смилевския конгрес, заедно с братята си Янаки и Ванчо Мицкови. Участва в Илинденско-Преображенското въстание, а след потушаването му остава в района си и участва в реорганизирането на комитетите. Арсо Мицков загива през 1905 година с още трима свои четници.
Синът му Дончо Мицков е четник на Ичко Димитров в 1912 година.